# Ma femme et moi
Ma femme et moi est une série télévisée québécoise en 50 épisodes de 15 minutes, en noir et blanc, scénarisée par Pierre Dagenais et diffusée du 13 mars au 19 mai 1961 sur Télé-Métropole.

## Fiche technique
- Scénarisation : Pierre Dagenais
- Réalisation : Maurice Leroux
- Société de production : Télé-Métropole

## Distribution
- Jean-Pierre Masson
- Nini Durand
- Michèle Bisaillon
- Luc Durand
- Pascale Perrault
- Claude Préfontaine